# Скерский, Леонард
Леонард Скерский (Леонард Генрихович Скерский, пол. Leonard Skierski; 26 апреля 1866, Стопница, Келецкая губерния, Российская империя — 1940, Харьков, СССР) — генерал-майор русской армии, дивизионный генерал Войска Польского.

## Семья
Принадлежал к польской протестантской семье — таким образом, на него не распространялись ограничения по службе, введённые российским правительством в отношении поляков католического вероисповедания. Отец — Хенрик Скерский, мать — Елена, урождённая Хассман. Младший брат Стефан — (1873—1948) был суперинтендантом (епископом) Евангелическо-реформатской церкви.
В русской армии служил офицер Генерального штаба Александр Генрихович Скерский, получивший известность экспедицией на Памир в 1890-е годы, а в начале Первой мировой войны в чине генерал-майора занимавший пост начальника штаба 21-го армейского корпуса.

## Военная служба в России
Окончил Воронежский кадетский корпус и Михайловское артиллерийское училище в Петербурге (1887). Служил в лейб-гвардии третьей артиллерийской бригаде, с 1906 года — полковник артиллерии. В начале Первой мировой войны командовал вторым дивизионом этой бригады. В феврале 1915 года был произведён в генерал-майоры. С 28 апреля 1917 года — инспектор артиллерии 5-го армейского корпуса.

## Генерал Войска Польского
После Февральской революции 1917 года основал общество польских солдат 5-го корпуса, которое участвовало в создании польских вооружённых сил в России. Был арестован большевистскими властями, но смог бежать на Украину, где присоединился к формировавшемуся польскому корпусу под командованием генерала Эугениуша де Хеннинг-Михаэлиса (служившего ранее в русской армии и известного как Евгений Михелис-де-Генниг). После того, как корпус был разоружён войсками Австро-Венгрии, Скерский избежал ареста, некоторое время участвовал в операциях против красных в сельской местности.
С мая 1919 года служил в Войске Польском, с июня 1919 — дивизионный генерал. С 30 мая 1919 года командовал 7-й пехотной дивизией, размещённой в Силезии во время Силезского восстания. После окончания боевых действий в этом районе Скерский 10 августа 1919 года стал командиром 1-й стрелковой дивизии в составе армии генерала Юзефа Галлера и принял участие в тяжёлых боях на Волыни на заключительной стадии польско-украинской войны. 15 сентября того же года его дивизия была переименована в 13-ю пехотную (в связи с полной интеграцией армии Галлера в Войско Польское). Несмотря на то, что он всю предыдущую жизнь служил в артиллерии, Скерский проявил себя квалифицированным пехотным командиром, пользовался популярностью среди подчинённых. В связи с этим маршал Юзеф Пилсудский направлял его на самые важные участки фронта во время советско-польской войны 1920 года.
С декабря 1919 года Скерский командовал 4-й пехотной дивизией, которая весной 1920 года приняла участие в успешном наступлении польских войск на Киев. В мае 1920 года принял командование ударной группой войск, в состав которой входили 13-я пехотная дивизия и бригада 4-й пехотной дивизии). Участвовал в контрнаступлении польских войск, которое привело к отступлению Красной армии на 60—100 км.
В конце июня 1920 года, в условиях нового успешного наступления войск Красной армии, Юзеф Пилсудский назначил отличившегося в предыдущих боях генерала Скерского командующим 4-й армии, которая в августе того же года вошла в состав ударной группы под командованием Пилсудского, первой из польских соединений перешедшей в контрнаступление на рассвете 16 августа 1920 года. Возглавив армию, Скерский смог перегруппировать вверенные ему силы и подготовить их к участию в битве за Варшаву. В составе ударной группы 4-я армия сыграла значительную роль в победе над войсками М. Н. Тухачевского, которая в Польше получила название «чудо на Висле». Отбросив части Красной армии, войска Скерского достигли реки Случ на Волыни. Был награждён орденом «Виртути милитари» 2-й степени (один из 19 награждённых орденом этого класса в 1920—1939).
В 1921 году Скерский был назначен инспектором третьей военной инспекции Войска Польского со штабом в Торуне. После переворота, организованного Пилсудским в 1926 году, Скерский был назначен инспектором армии. В этом качестве он являлся одним из ближайших сотрудников Пилсудского, хотя и не принадлежал ранее к числу его политических сторонников.

## Последние годы жизни и гибель
В декабре 1931 года Скерский вышел в отставку. Принимал значительное участие в деятельности Евангелическо-реформатской церкви в Польше, в 1936 году был избран председателем её синода (высшего органа).
После вступления советских войск в восточные районы Польши в сентябре 1939 года 73-летний генерал был арестован НКВД и отправлен в Старобельский лагерь. Весной 1940 года был расстрелян в Харькове.

## Награды
- Командорский крест ордена «Virtuti Militari»
- Серебряный крест ордена «Virtuti Militari»
- Большой крест ордена «Возрождения Польши»
- Командорский крест со звездой ордена «Возрождения Польши»
- Командорский крест ордена «Возрождения Польши»
- Крест Храбрых (четырёхкратно)
- Золотой Крест Заслуги